# Prodotiscus zambesiae
El indicador del Zambeze (Prodotiscus zambesiae) es una especie de ave piciforme en la familia Indicatoridae que vive en África.

## Distribución
Se encuentra en el África austral y oriental, distribuido por Angola, Botsuana, Kenia, Malaui, Mozambique, Namibia, República Democrática del Congo, Tanzania, Zambia y Zimbabue.